# Соната для фортепіано № 8 (Прокоф'єв)
Соната для фортепіано № 8 С. Прокоф'єва  сі-бемоль мажор, op. 84 написана в 1939–1944 роках. Вперше виконана за бажанням автора 30 грудня у Великому залі Московської консерваторії Емілем Гілельсом. Складається з 3-х частин:
1. Andante dolce — Allegro moderato (inquieto) — Andante dolce, come prima -Allegro
2. Andante sognando
3. Vivace — Allegro ben marcato — Andantino — Vivace, come prima

Соната присвячена Марії-Сесілії Абрамовни Мендельсон, яка згодом стала другою жінкою Прокоф'єва. За її спогадами на створення цієї, а також Шостої і Сьомої сонат вплинула книга Ромена Роллана про Л. Бетховена. На думку Святослава Ріхтера соната № 8 — це найбільш художньо насичена з сонат Прокоф'єва, хоча і являє собою значні труднощі для розуміння внаслідок цієї насиченості.
Восьма соната стала третім твором Прокоф'єва (після Сьомої сонати та П'ятої симфонії), що здобув Сталінську премію.